# Hoek van Holland

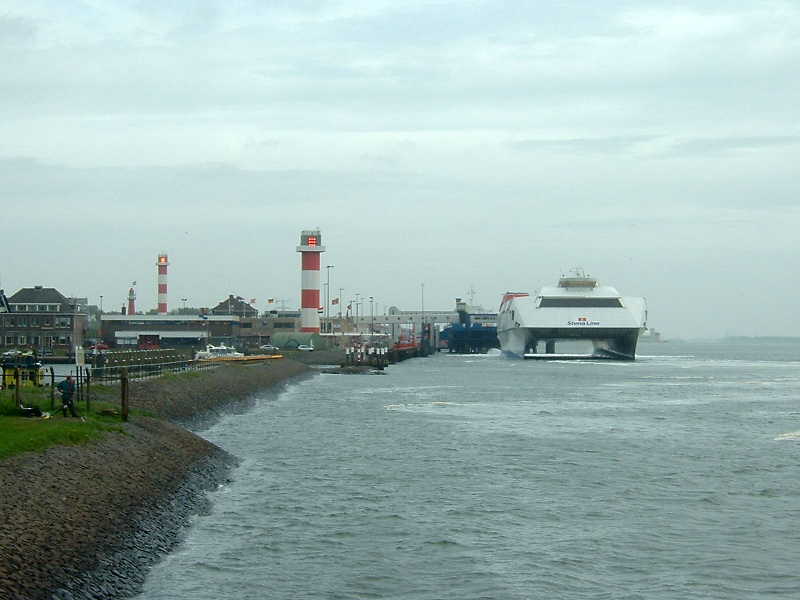
Hoek van Holland, přístav

Hoek van Holland ( výslovnost) (doslova Roh Holandska) je v současnosti část města Rotterdam, která si uchovala ráz malého přímořského městečka a lázní. Leží v jižním Holandsku, asi 25 km jihozápadně od Haagu, při hlavním ústí řeky Rýn, která se zde z historických důvodů nazývá Stará Máza (Oude Maas).
Hoek van Holland má plochu 16,7 km², z toho 13,92 km² pevniny, na níž v roce 2017 žilo asi 8 670 obyvatel.

## Doprava

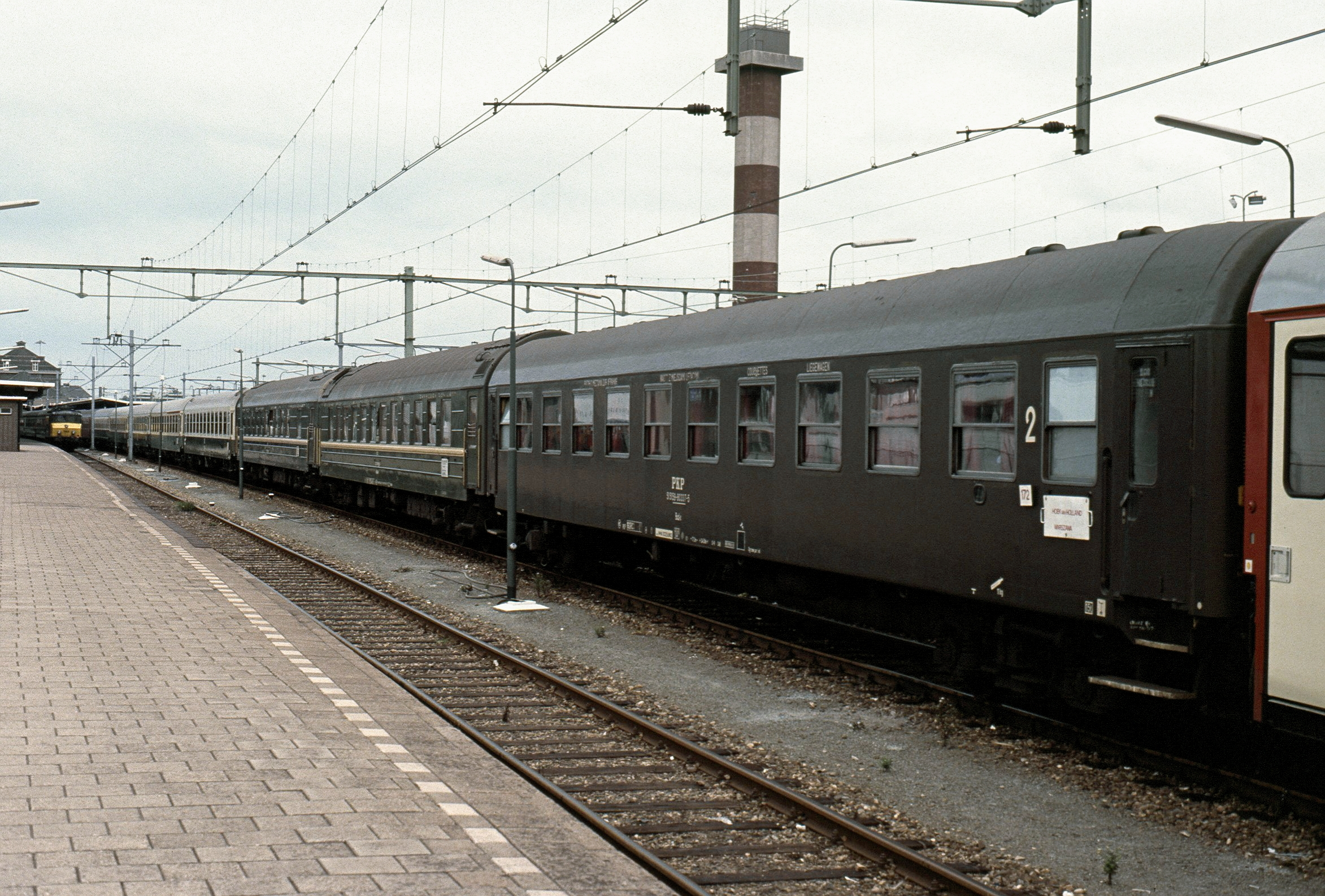
Mezinárodní vagony na nádraží Hoek van Holland Haven, 1991

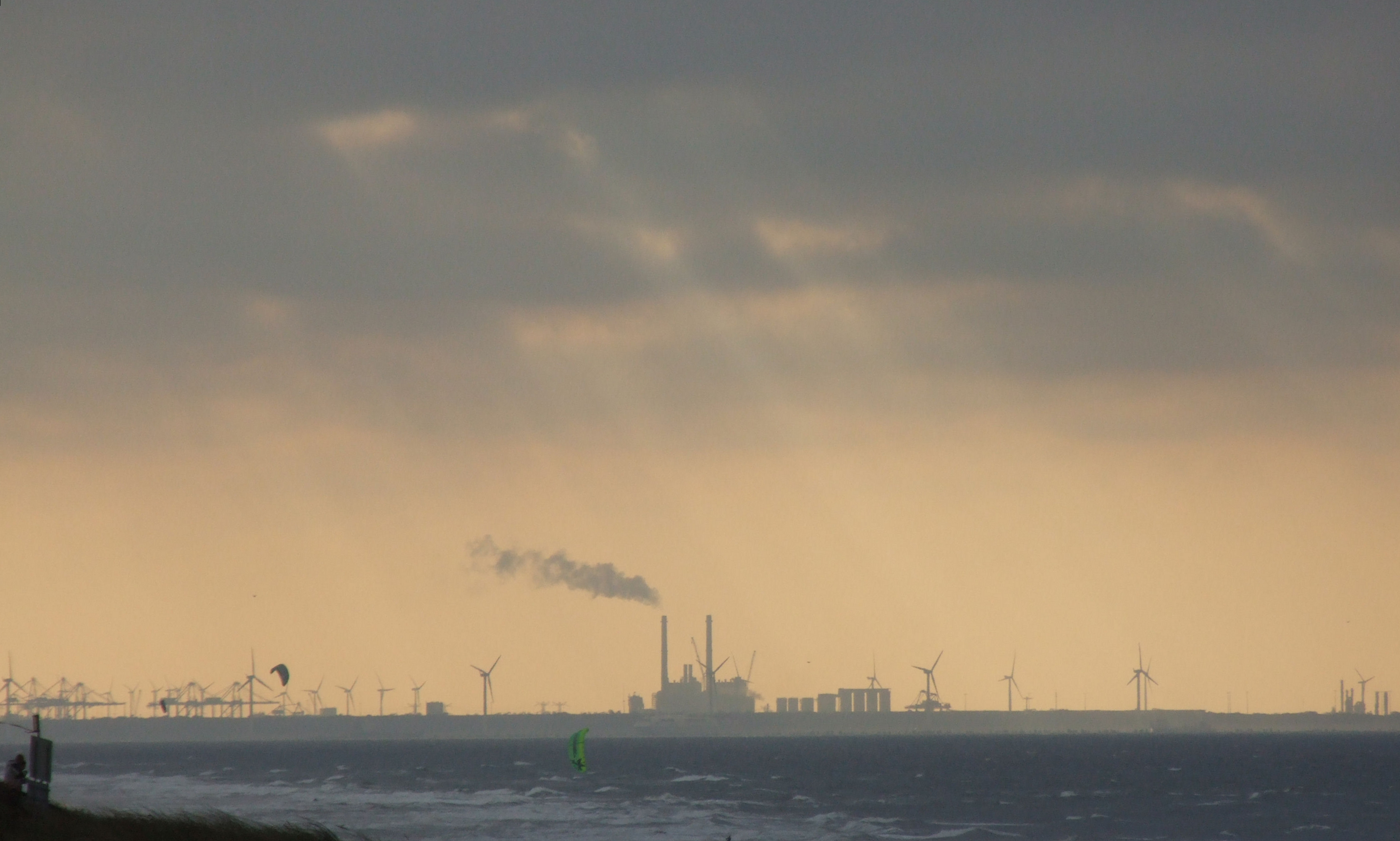
Pohled z pláže Noordwijk na Hoek van Holland s rafinérií a větrnými koly

Hoek van Holland byl a je jeden z nejdůležitějších přístavů trajektového spojení evropské pevniny s Velkou Británií. Osobní nádraží přímo u terminálu trajektů bylo po mnoho let cílem vlaků ze Střední Evropy (například expres Berlín – Londýn, Austria-Express nebo Holland-Skandinavia-Express), až 1. dubna 2017 byl provoz na této trati zastaven a trasa bude využita pro provoz rotterdamského metra.
Obcí prochází trasa Evropské silnice E30, která pokračuje trajektem do Anglie. Spojení zajišťuje denní a noční osobní trajekt do Harwiche v Essexu a denní a noční nákladní trajekt do Killingholme (Lincolnshire). Lokální trajekt Rotterdamské tramvajové společnosti (RET) spojuje obec s rotterdamským přístavem.